# Амітіс Ахеменідська
Амітіс Ахеменідська (давньоперською: *ᴴumati; старогрец.: Αμυτις Амітіс; лат.: Amytis) — ахеменідська принцеса, дочка царя Ксеркса I і цариці Аместриси, сестра царя Артаксеркса I.

## Ім'я
Жіноче ім'я Амітіс є латинізованою формою грецького імені Амітіс (Αμυτις), яке, ймовірно, відображає (зі зміною місць голосних) староперське ім'я *ᴴumati, що означає «той, що має добру думку». Це ім'я є еквівалентом авестійського терміна humaⁱti.

## Життєпис
Амітіс Ахеменідська була одружена з вельможею Мегабіз. У період правління Артаксеркса I Амітіс і її мати Аместриса були одними з найвпливовіших жінок імперії, згідно з розповідями Ктесія.
Близько 445 року до н. е. її чоловік Мегабіз підняв успішне повстання в Сирії проти Артаксеркса I. Спочатку Амітіс залишалася при дворі з царем, але згодом разом з Аместрисою і сатрапом Артарієм брала участь у переговорах про примирення між повстанцем і царем. Попри це, Мегабіз знову впав у немилість і був вигнаний з двору, а згодом засланий до одного з міст на Перській затоці. Після п'яти років у вигнанні він був прощений і повернувся до двору завдяки клопотанню Амітіс і Аместріди.
Амітіс народила Мегабізу двох синів: Зопіра і Артифія. Після смерті своїх батьків Зопір втік до Афін, де, за свідченням Ктесія, його «добре прийняли завдяки послугам, які його мати надала афінянам».
Грецькі джерела зображують Амітіс як розпусну жінку. За свідченням Ктесія, за часів правління Ксеркса її звинувачували у подружній зраді з боку Мегабіза. Той самий історик стверджує, що після смерті чоловіка вона мала роман з грецьким лікарем Аполлонідом з Коса, який після викриття їхнього зв'язку був підданий тортурам і страчений за наказом цариці-матері Аместриси. Інший грецький історик, Дінон, описує Амітіс як найкрасивішу і найрозпуснішу жінку Азії. Основна складність у використанні таких істориків, як Ктесій або Дінон, як надійних джерел полягає в тому, що вони часто надавали перевагу захопливим історіям, які краще задовольняли їхніх читачів, часто не дотримуючись історичної точності. Через відсутність первинних джерел неможливо мати точне уявлення про життя Амітіс.